# 李起元
李起元（1559年—1629年），字惺原，號瞻予，直隸順德府南和縣人，民籍，明朝政治人物。

## 生平
萬曆十年（1582年）壬午科順天鄉試一百十七名，萬曆十四年（1586年）丙戌科會試三百四十二名，登三甲第一百二十二名進士。都察院观政，授原武县知县，十八年改汲县，十九年升户部雲南司主事，二十二年擢升员外郎，差臨清管倉，次年父喪守制。二十五年復除原职，升郎中，二十六年升山东布政司参议，二十七年十一月升陕西按察司副使，三十一年四月升本省右参政，三十四年加升陕西右布政使，三十五年丁憂。三十八年闰三月復除湖广右布政使，四十年五月升河南左布政使，四十一年升都察院右副都御史、巡抚陕西，本年丁憂。四十四年七月起復陕西巡抚，四十七年九月考满，命復職，加升兵部右侍郎兼都察院右佥都御史。熹宗即位，晉兵部左侍郎、陕西三边总督，天啓二年（1622年）十月加升右都御史兼兵部左侍郎，三年闰十月升南京户部尚书，十二月以军功加太子太保，五年二月改任户部尚书，多次上疏乞休，六年闰六月许致仕归，十一月加太子太傅。崇祯二年（1629年）八月卒。

## 家族
曾祖父李勤；祖父李繼（李宗儒）；父李沖漢。母范氏。具慶下。兄李復初、李復元（庠生）。子锦衣卫千户李慎习、兵备副使李慎修，孙锦衣卫佥书李自浴（李自裕）、刑部陕西司郎中李自前。